# 彭家庄回族乡
彭家庄回族乡，是中华人民共和国河北省石家庄市新乐市下辖的一个乡镇级行政单位。

## 行政区划
彭家庄回族乡下辖以下地区：
彭家庄村、大赵村、同义庄村、小宅铺村、小宅村、郭村、中心庄村和大道五里铺村。